# Itagi (ort)
Itagi är en ort i Brasilien.   Den ligger i kommunen Itagi och delstaten Bahia, i den östra delen av landet, 900 km öster om huvudstaden Brasília. Itagi ligger 220 meter över havet och antalet invånare är 10 533.
Terrängen runt Itagi är huvudsakligen kuperad, men åt nordost är den platt. Runt Itagi är det ganska glesbefolkat, med 21 invånare per kvadratkilometer.. Det finns inga andra samhällen i närheten.
I omgivningarna runt Itagi växer i huvudsak städsegrön lövskog.